# Яландер, Бруно
Бруно Фредрик Яландер (швед. Bruno Fredrik Jalander; 28 августа 1872, Раахе, Улеаборгская губерния — 14 декабря 1966, Хельсинки) — финский государственный деятель, с 1920 по 1923 годы — министр обороны Финляндии, генерал.

## Биография
Родился 25 августа 1872 года в Раахе, в Великом княжестве Финляндском. Окончил Финляндский кадетский корпус в Фридрихсгаме.
С 1895 по 1902 год служил офицером в финской армии, в 1900-х годах — помощник гельсингфорсского полицмейстера, капитан. Участник Первой мировой войны.
Оказывал существенную помощь российским революционерам при проезде через Финляндию. В 1907 году, когда делегаты РСДРП выезжали на пароходе из Финляндии на V съезд РСДРП, Яландер пропустил этот пароход без проверки паспортов.
Во время финской гражданской войны был на стороне белых, один из организаторов Охранного корпуса, получил генеральский чин. В независимой Финляндии с 15 марта 1920 по 9 апреля 1921 и с 3 сентября 1921 по 22 июня 1923 года был министром обороны. До 1932 года был нюландским губернатором. В феврале 1932 вступил в конфликт с праворадикальным Движением Лапуа, который перерос в мятеж в Мянтсяля.

## Семья
- Жена — Айно Акте (1876—1944), известная оперная певица. В браке с 1919 года.